# Secretaria de Regulação e Supervisão da Educação Superior
A Secretaria de Regulação e Supervisão da Educação Superior (SERES) é um órgão do governo federal do Brasil, subordinado ao MEC, fundada no decreto nº 7.480/2011, em 17 de abril de 2011, absorvendo competências antes da SESu, da Setec e da extinta Seed do Ministério da Educação.

## Função
À SERES compete cuidar da regulação e supervisão de Instituições de Educação Superior (IES), públicas e privadas, pertencentes ao Sistema Federal de Educação Superior; e cursos superiores de graduação do tipo bacharelado, licenciatura e tecnológico, e de pós-graduação lato sensu, todos na modalidade presencial ou a distância.

### Estrutura
- Diretoria de Política Regulatória - DPR
  - Coordenação-Geral de Certificação de Entidades Beneficentes de Assistência Social - CGCEBAS
  - Coordenação-Geral de Legislação e Normas de Regulação e Supervisão da Educação Superior - CGLNRS
  - Coordenação-Geral de Gestão de Informação da Regulação da Educação Superior

- Diretoria de Supervisão da Educação Superior - DISUP
  - Coordenação-Geral de Supervisão da Educação Superior- CGSO
  - Coordenação-Geral de Supervisão Estratégica
  - Coordenação-Geral de Monitoramento da Educação Superior

- Diretoria de Regulação da Educação Superior - DIREG
  - Coordenação-Geral de Credenciamento das Instituições de Educação Superior - CGCIES
  - Coordenação-Geral de Autorização e Reconhecimento de Cursos de Educação Superior - CGARCES
  - Coordenação-Geral de Regulação da Educação Superior a Distância - COREAD
  - Coordenação-Geral de Renovação de Reconhecimento e Aditamentos de Cursos de Educação Superior

- - Coordenação-Geral dos Processos de Chamamento Público - CGCP